# Новоданиловская культура
Новодани́ловская (суворово-новоданиловская) культура — археологическая культура эпохи энеолита (4700—3200 до н. э.), распространённая в степной полосе от болгарского побережья Чёрного моря до Нижнего Дона. Названа по селу Новоданиловка на юге Запорожья. Ранее считалась поздним этапом среднестоговской культуры (Д. Я. Телегин).
Входит в состав Балкано-Карпатской металлургической провинции.
Известна только по памятникам погребального характера. Характерной чертой погребений является наличие каменных «скипетров» в форме головы животного (вероятно, лошади).
В рамках данной культурной общности выделяются памятники суворовского (локализованные на территории Одесской области, Болгарии, Молдавии, Румынии и Венгрии) и новоданиловского типов, от Поднепровья до Нижнего Дона. Хотя иногда суворовские и новоданиловские памятники рассматриваются как разные культуры, большинство археологов рассматривают обе группы как единую культурную общность.
В настоящее время культура (во всяком случае, ее западная, суворовская, часть) считается результатом миграции в V тыс. до н. э. определенной социальной группы людей (преимущественно мужчин) из нижневолжского ареала, связанных с торговлей балканской медью. Исследованные современными (в том числе генетическими) методами индивиды культуры являются мигрантами из Поволжья в первом или во втором поколении. 
Если главным предметом импорта для носителей суворово-новоданиловской культуры была балканская медь, то предметом экспорта, вероятно, был высококачественный кремень из Донецкого региона в виде сырья и готовых изделий. В период существования суворово-новоданиловской культуры Подонцовье превращается в центр добычи (в том числе, шахтным способом) и обработки кремня. Об этом свидетельствуют гигантские кремневые нуклеусы высотой до 26 см., найденные на Северском Донце, и многочисленные клады кремневых изделий. 
У относимого к суворово-новоданиловской культуре индивида из Csongrád на территории Венгрии (ок. 4300 г. до н. э.) обнаружено одно из самых ранних биоархеологических свидетельств верховой езды: его скелет имеет 10 характерных для всадничества изменений из 12 возможных. Таким образом, получены достоверные доказательства, что носители этой культуры уже имели домашних, или, во всяком случае, «прирученных» лошадей. 

## Антропологический тип
Пять мужских черепов культуры (Ворошиловград, Мариупольский могильник) относятся к массивному протоевропеоидному типу с широким и низким, слегка уплощённым лицом, довольно широким носом. Мужской череп из Джурджулешть характеризуется большей долихокранностью и узким носом с высокой переносицей, что сближает его со средиземноморским типом.

## Палеогенетика
Индивид из захоронения суворово-новоданиловской культуры (ок. 4331-4073 г. до н. э.) с территории Венгрии (Csongrád), известный в популярной литературе как «всадник», из-за характерной деформации тазовых костей, генетически не отличим от населения хвалынской культуры, его появление в Центральной Европе — результат дальней миграции ранних индоевропейцев. Данный индивид на 87% происходит от нижневолжских скотоводов группы Прогресс-Бережновка, и 13% от восточных охотников-собирателей (Лебяжинка, Самарская область).  Индивид суворово-новоданиловской культуры из могильника Джурджулешть (Молдавия) (4330-4058 г. до н. э.) генетически неотличим от нижневолжской популяции Прогресс-Бережновка.
У индивида Csongrád определена Y-хромосомная гаплогруппа Q1b-Y6802 и митохондриальная K1b2. У индивида из могильника Джурджулешть (Молдавия) выявлена Y-хромосомная гаплогруппа Q1a-M25 и митохондриальная H13.